# چت‌جی‌پی‌تی
چت‌جی‌پی‌تی (انگلیسی: ChatGPT) یک چت‌بات هوش مصنوعی مولد است که توسط شرکت اوپن‌ای‌آی ساخته شده و در ۳۰ نوامبر ۲۰۲۲ منتشر شده است. این چت‌بات از مدل جی‌پی‌تی ۵ (نوعی ترنسفورمر تولیدگر از پیش آموزش‌دیده) برای تولید متن، گفتار و تصاویر در پاسخ به درخواست‌های کاربران استفاده می‌کند. چت‌جی‌پی‌تی به عنوان عاملی برای شتاب بخشیدن به رونق هوش مصنوعی شناخته می‌شود، دوره‌ای که با سرمایه‌گذاری سریع و توجه عمومی گسترده به حوزه هوش مصنوعی (AI) همراه بوده است. اوپن‌ای‌آی این سرویس را بر اساس مدل فریمیوم (رایگان با امکانات پولی) ارائه می‌دهد.
تا ژانویه ۲۰۲۳، چت‌جی‌پی‌تی به سریع‌ترین نرم‌افزار مصرفی در حال رشد در تاریخ تبدیل شد و در عرض دو ماه بیش از ۱۰۰ میلیون کاربر به دست آورد. تا مه ۲۰۲۵، وب‌سایت چت‌جی‌پی‌تی جزو ۵ وبگاه پربازدید در جهان قرار دارد. این چت‌بات به دلیل تطبیق‌پذیری و پاسخ‌های شیوایش شناخته شده است. قابلیت‌های آن شامل پاسخ به سؤالات بعدی، نوشتن و اشکال‌زدایی برنامه‌های کامپیوتری، ترجمه و خلاصه‌سازی متن است. کاربران می‌توانند از طریق متن، صدا و تصاویر با چت‌جی‌پی‌تی تعامل کنند. از زمان راه‌اندازی اولیه، اوپن‌ای‌آی ویژگی‌های بیشتری مانند افزونه‌ها، قابلیت‌های مرور وب و تولید تصویر را به آن اضافه کرده است. این ابزار به عنوان یک ابزار انقلابی که می‌تواند حرفه‌های متعددی را متحول کند، مورد ستایش قرار گرفته است. در عین حال، انتشار آن بحث‌های گسترده‌ای در رسانه‌ها و میان مردم دربارهٔ ماهیت خلاقیت و آینده مشاغل دانش‌محور به راه انداخته است.
با وجود تحسین‌ها، این چت‌بات به دلیل محدودیت‌ها و پتانسیل استفاده غیراخلاقی مورد انتقاد قرار گرفته است. چت‌جی‌پی‌تی ممکن است پاسخ‌هایی به ظاهر منطقی اما نادرست یا بی‌معنا تولید کند که به عنوان توهم شناخته می‌شوند. تعصبات موجود در داده‌های آموزشی‌اش ممکن است در پاسخ‌هایش منعکس شود. این چت‌بات می‌تواند تقلب تحصیلی، تولید اطلاعات نادرست و ایجاد کدهای مخرب را تسهیل کند. اخلاقیات توسعه آن، به‌ویژه استفاده از محتوای دارای حق کپی‌رایت به عنوان داده آموزشی، نیز جنجال‌برانگیز بوده است. این مسائل باعث شده است که استفاده از آن در برخی محیط‌های کاری و مؤسسات آموزشی محدود شود و درخواست‌های گسترده‌ای برای تنظیم مقررات در هوش مصنوعی مطرح گردد.

## جزئیات
گروه اوپن اِی‌آی برعکس نسخه‌های قبلی که با نام پردازش زبانی منتشر شده بود این بار ابزاری با نام بات مکالمه منتشر کرد. چت‌جی‌پی‌تی بر روی خانواده مدل زبانی جی‌پی‌تی ۳٫۵ و جی‌پی‌تی ۴ اوپن ای‌آی ساخته شده و با تکنیک‌های یادگیری نظارت شده و تقویتی به‌خوبی تنظیم شده است.
چت‌جی‌پی‌تی به عنوان یک نمونه اولیه در ۳۰ نوامبر ۲۰۲۲ معرفی شد و به سرعت به دلیل پاسخ‌های دقیق و واضح خود در بسیاری از حوزه‌ها، توجه‌ها را به خود جلب کرد. چت‌جی‌پی‌تی به دلیل ظرفیت آن در ترکیب و تفسیر زبان طبیعی مشابه انسان، محبوبیت پیدا کرده است. دقت واقعی نابرابر آن به عنوان یک اشکال مهم شناسایی شد. پس از عرضه چت‌جی‌پی‌تی، اوپن ای‌آی شرکت تولیدکننده این چت بات، ۲۹ میلیارد دلار ارزش‌گذاری شد.
این ربات گفتگو بر پایه سری اختصاصی مدل‌های ترنسفورمر تولیدگر از پیش آموزش‌دیده برای کاربردهای مکالمه‌ای با استفاده از ترکیبی از یادگیری نظارت‌شده و یادگیری تقویتی از بازخورد انسانی، تنظیم دقیق شده است. در هر مرحله از گفتگو، درخواست‌ها و پاسخ‌های متوالی کاربران به عنوان متن در نظر گرفته می‌شوند. چت‌جی‌پی‌تی ابتدا به عنوان یک پیش‌نمایش تحقیقاتی رایگان منتشر شد، اما به دلیل محبوبیت چشمگیر آن، اوپن ای‌آی اکنون این سرویس را بر اساس مدل فریمیوم ارائه می‌دهد. کاربران در سطح رایگان می‌توانند به GPT-4o دسترسی داشته باشند. اشتراک‌های گروه (Team)، حرفه ای (Pro)، مثبت (Plus) و شرکتی (Enterprise) ویژگی‌های اضافی مانند تولید تصویر دال ئی، مدل‌های هوش مصنوعی توانمندتر و افزایش محدودیت استفاده را فراهم می‌کنند.
در ژانویه ۲۰۲۳، چت‌جی‌پی‌تی به سریع‌ترین نرم‌افزار مصرفی در حال رشد در تاریخ تبدیل شد و در عرض دو ماه بیش از ۱۰۲ میلیون کاربر جذب کرد. عرضه چت‌جی‌پی‌تی، محرکی برای انتشار محصولات رقیب از جمله جمینای (بات مکالمه)، کلود (مدل زبانی)، لاما (مدل زبانی)، ارنی بات و گراک (چت‌بات) شد. شرکت مایکروسافت نیز مایکروسافت کوپایلوت را راه‌اندازی کرد که در ابتدا مبتنی بر GPT-4 اوپن ای‌آی بود. در مه ۲۰۲۴، همکاری بین اپل و OpenAI اعلام شد که بر اساس آن، چت‌جی‌پی‌تی در ویژگی اپل اینتلیجنس سیستم‌عامل‌های اپل ادغام شد. تا آوریل ۲۰۲۵، وب‌سایت چت‌جی‌پی‌تی در میان ۱۰ وب‌سایت پربازدید جهان قرار دارد.

## یادگیری
چت‌جی‌پی‌تی که بر پایه نسخه‌های پیشرفته GPT مانند GPT-3.5 و GPT-4 شکل گرفته، برای مکالمات بهینه شده‌است. در این روند، از ترکیب یادگیری تحت نظارت و یادگیری تقویتی مبتنی بر بازخورد انسانی (RLHF) استفاده شده تا کیفیت پاسخ‌هایش بهبود یابد. در این متدها، افراد واقعی به بهسازی مدل کمک کرده‌اند.
در مرحلهٔ یادگیری تقویتی، مربیان انسانی پاسخ‌های قبلی مدل را ارزیابی و رتبه‌بندی کردند تا با استفاده از آنها مدل‌های پاداشی ایجاد شود که بر پایه پروتکل‌های بهینه‌سازی سیاست مجاورت (PPO) به بهبود مدل کمک می‌کنند.

لوگو openai

چت‌جی‌پی‌تی از ابتدا از زیرساخت‌های ابری شرکت Microsoft Azure استفاده کرد که بر پایه تکنولوژی GPU شرکت انویدیا و با هزینه‌ای چشمگیر، به صورت مخصوص برای OpenAI راه‌اندازی شده بود. در پی استقبال وسیع از چت‌جی‌پی‌تی، مایکروسافت در سال ۲۰۲۳ سرمایه‌گذاری قابل توجهی در توسعه زیرساخت‌های OpenAI انجام داد. محققان دانشگاه کالیفرنیا، ریورساید تخمین زدند که هر دستوری که به چت‌جی‌پی‌تی داده می‌شود به حدود ۵۰۰ میلی‌لیتر آب برای خنک‌سازی سرورهای مایکروسافت نیاز دارد. آژانس TrendForce برآورد کرد که در سال ۲۰۲۳ حدود ۳۰٬۰۰۰ کارت گرافیک انویدیا، هر کدام به ارزش تقریبی ۳۰٬۰۰۰ دلار، برای تأمین قدرت مورد نیاز چت‌جی‌پی‌تی استفاده شده‌اند.
OpenAI با جمع‌آوری داده‌ها از کاربران چت‌جی‌پی‌تی به دنبال آموزش و بهینه‌سازی بیشتر خدماتش است. کاربران می‌توانند به پاسخ‌های دریافتی از چت‌جی‌پی‌تی رأی مثبت یا منفی دهند و نظرات تکمیلی خود را در فیلد متنی وارد کنند.
محتوای آموزشی چت‌جی‌پی‌تی شامل صفحات راهنمای نرم‌افزار، اطلاعاتی دربارهٔ پدیده‌های مختلف اینترنتی نظیر انجمن‌های آنلاین و زبان‌های برنامه‌نویسی است. ویکی‌پدیا نیز یکی دیگر از منابع اصلی داده آموزشی برای چت‌جی‌پی‌تی بوده‌است.

## انتشارها

### GPT-5[۱۸][۱۹][۲۰][۲۱]

#### معرفی
نسخهٔ GPT-5 در ۷ اوت ۲۰۲۵ توسط OpenAI منتشر شد و به‌عنوان مدل پیش‌فرض در ChatGPT (برای کاربران رایگان، Plus، Pro، Team)، Microsoft Copilot، و از طریق API در دسترس قرار گرفت. این نسخه جایگزین تمام مدل‌های قبلی مانند GPT-4o، GPT-4.5، GPT-4.1 و سری o3/o4-mini شد.

#### ویژگی‌های کلیدی
- هوش پیشرفته‌تر – Sam Altman هوش GPT-5 را معادل «سطح دکترای هر موضوع» توصیف کرده است.
- مسیرگر هوشمند مدل (Model Router) – سیستم به صورت لحظه‌ای بین پاسخ‌دهی سریع یا «عمیق فکر کردن» بسته به پیچیدگی کار سویچ می‌کند.
- مدل ها – شامل نسخه‌های استاندارد، Mini (ارزان‌تر)، Nano (سریع‌تر)، و Pro (برتر با قابلیت «Thinking-Pro»).
- قابلیت چندرسانه‌ای و شخصی‌سازی – پشتیبانی از متن، تصویر، صوت و ویدئو؛ دارای شخصیت‌های کنایه‌گر (cynic)، ربات (robot)، دانشیار (nerd)، شنونده (listener)؛ امکان انتخاب تم رنگی و بهبود صدا؛ ادغام با Gmail و Google Calendar.
- پنجرهٔ متن گسترده– تا ~۴۰۰٬۰۰۰ توکن در API و ~۲۵۶٬۰۰۰ توکن در ChatGPT؛ پاسخ‌های گام‌به‌گام «Reasoning».
- بهبودهای عملکردی– توانایی بهتر در نوشتار، کدنویسی، ریاضی، علم و موضوعات بهداشتی؛ درصد ناباوری hallucinations تا ۴۵–۸۰٪ کاهش یافته است.
- بازخورد کاربران– کاربران قابلیت‌های شخصی‌سازی را جذاب دانستند ولی برخی از کیفیت نامنظم پاسخ انتقاد کردند؛ OpenAI به اختلال مسیرگر اشاره و وعده بهبود داد.

#### شاخص‌های علمی و کاربردی (بر اساس ویدیو)
- مهارت ریاضی: رسیدن به ۹۶.۷٪ در آزمون ریاضی بدون ابزار و ۱۰۰٪ با Python؛ امتیاز کامل در بنچمارک‌های مسابقات ریاضی دانشگاهی مثل Harvard و MIT.
- سوالات علمی: کسب میانگین ۸۹٪ در آزمون‌های دکتری علمی.
- کاهش hallucination بسیار چشمگیر است.
- قابلیت تولید کد سریع‌تر و ساخت برنامه‌های تعاملی مانند اپ Rubik’s Cube، بازی Snake، شبیه‌ساز دو پاندول و شبکه‌ای مانند پارچه.
- امکان تولید کد اجرایی تعاملی HTML/JavaScript با دستور خاص در پرامپت.

## ویژگی‌ها و محدودیت‌ها

### ویژگی‌ها
در حالی که وظیفه اصلی یک چت‌بات تقلید از یک مکالمه‌گر انسانی است، چت‌جی‌پی‌تی تنوع بالایی دارد. در میان نمونه‌های بی‌شمار، این قابلیت‌ها را دارد که برنامه‌های رایانه‌ای بنویسد و اشکال‌زدایی کند موسیقی، فیلم‌نامه‌های تلویزیونی، داستان‌ها و مقاله‌های دانشجویی بسازد؛ به سؤالات آزمون پاسخ دهد (گاهی، بسته به آزمون، در سطحی بالاتر از میانگین شرکت‌کنندگان انسانی)؛ ایده‌های کسب‌وکار تولید کند؛ شعر و ترانه بنویسد؛متن‌ها را ترجمه و خلاصه کند؛ یک سیستم لینوکس را شبیه‌سازی کند؛ اتاق‌های چت کاملی را شبیه‌سازی کند؛ بازی‌هایی مانند دوز را انجام دهد؛ یا یک دستگاه ATM را شبیه‌سازی کند.
در مقایسه با نسخه پیشین خود، InstructGPT, ChatGPT سعی در کاهش پاسخ‌های زیان‌آور و فریبنده دارد. به عنوان مثال، در حالی که InstructGPT پایه و اساس پرسش «دربارهٔ زمانی که کریستف کلمب به ایالات متحده در سال ۲۰۱۵ آمد توضیح دهید» را به عنوان حقیقت می‌پذیرد، چت‌جی‌پی‌تی طبیعت خلاف واقع این سؤال را شناسایی کرده و پاسخ خود را به صورت بررسی یک فرضیه در نظر می‌گیرد که چه اتفاقی می‌افتاد اگر کلمب در سال ۲۰۱۵ به ایالات متحده می‌آمد، با استفاده از اطلاعات دربارهٔ سفرهای کریستف کلمب و واقعیات دنیای مدرن - از جمله دیدگاه‌های مدرن در مورد اقدامات کلمب.
برخلاف اکثر چت‌بات‌ها، چت‌جی‌پی‌تی تعداد محدودی از پرسش‌های قبلی را در همان گفتگو به خاطر می‌سپارد. خبرنگاران حدس می‌زنند که این قابلیت می‌تواند امکان استفاده از چت‌جی‌پی‌تی به عنوان یک درمانگر شخصی را فراهم کند. برای جلوگیری از ارائه و تولید پاسخ‌های توهین‌آمیز توسط چت‌جی‌پی‌تی، درخواست‌ها از طریق API «نقطه پایانی تعدیل» OpenAI (یک AI مبتنی بر GPT جداگانه)، فیلتر می‌شوند و هر پرسش احتمالاً نژادپرستانه یا جنسیت‌زدایی را رد می‌کنند.
در مارس ۲۰۲۳، OpenAI پشتیبانی از پلاگین‌ها برای چت‌جی‌پی‌تی را اضافه کرد. این شامل هم پلاگین‌های ساخته شده توسط OpenAI، مانند جستجوی وب و تفسیر کد، و هم پلاگین‌های خارجی از توسعه‌دهندگانی مانند Expedia, OpenTable, Zapier, Shopify, Slack, و Wolfram می‌شود.

در یک مقاله برای مجله نیویورکر، نویسنده علمی تخیلی تد چیانگ، چت‌جی‌پی‌تی و سایر ال‌ال‌ام‌ها را به یک تصویر JPEG با کیفیت پایین تشبیه کرد. 
چت‌جی‌پی‌تی را می‌توان تشبیه کرد به یک JPEG مبهم از تمام متن‌های موجود در وب. این برنامه بسیاری از اطلاعات وب را حفظ می‌کند، همان‌طور که یک JPEG بسیاری از اطلاعات یک تصویر با وضوح بالاتر را نگه می‌دارد، اما اگر شما به دنبال یک دنباله دقیق از بیت‌ها باشید، آن را پیدا نخواهید کرد؛ همه چیزی که همیشه به دست خواهید آورد یک تقریب است. اما، چون این تقریب به وسیله متن دستوری ارائه می‌شود، که چت‌جی‌پی‌تی در خلق آن برجسته است، معمولاً قابل قبول است. این همچنین یک راه برای درک «هذیان‌ها» یا پاسخ‌های بی‌معنی به پرسش‌های واقعی است که مدل‌های بزرگ زبانی مانند چت‌جی‌پی‌تی بیش از حد مستعد آن هستند. این هذیان‌ها نقص‌های فشرده‌سازی هستند، اما [...] آنها به اندازه کافی قانع‌کننده هستند که شناسایی آنها نیاز به مقایسه با نسخه‌های اصلی دارد، که در این مورد به معنای وب یا دانش ما از جهان است. وقتی ما به این شیوه به آنها فکر می‌کنیم، چنین هذیان‌هایی هیچ چیز جز شگفت‌انگیز نیستند؛ اگر یک الگوریتم فشرده‌سازی طراحی شده باشد به منظور بازسازی متن پس از اینکه نود و نه درصد از اصل حذف شده است، ما باید انتظار داشته باشیم که بخش‌های قابل توجهی از آنچه که تولید می‌کند کاملاً ساختگی خواهد بود.

### محدودیت‌ها
OpenAI اعتراف می‌کند که چت‌جی‌پی‌تی «گاهی پاسخ‌هایی معقول به نظر رسانده‌اما نادرست یا بی‌معنی می‌نویسد». این رفتار در مدل‌های بزرگ زبانی رایج است و به آن «هذیان‌گویی» گفته می‌شود.مدل پاداش چت‌جی‌پی‌تی, که بر اساس نظارت انسانی طراحی شده، ممکن است بیش از حد بهینه شده و در نتیجه عملکرد را تحت تأثیر قرار دهد، که نمونه‌ای از یک بیماری بهینه‌سازی شناخته شده به عنوان قانون گودهارت است.
تا سال ۲۰۲۳، چت‌جی‌پی‌تی-۳٫۵ (رایگان) اطلاعاتی دربارهٔ رویدادهایی که تا ژانویه ۲۰۲۲ رخ داده‌اند را دارا است و چت‌جی‌پی‌تی-۴ (پولی) اطلاعات تا آوریل ۲۰۲۳ را در اختیار دارد.
در فرایند آموزش چت‌جی‌پی‌تی، داوران انسانی به پاسخ‌هایی طولانی‌تر، بدون توجه به فهم واقعی یا محتوای واقع‌گرایانه تمایل داشتند. همچنین داده‌های آموزشی دچار تعصب الگوریتمی است که ممکن است هنگام واکنش چت‌جی‌پی‌تی به سوالاتی که شامل توصیف‌های اشخاص است، آشکار شود. در یک نمونه، چت‌جی‌پی‌تی رپی تولید کرد که در آن زنان و دانشمندان رنگین‌پوست به عنوان افرادی سطح پایین‌تر از دانشمندان مرد سفیدپوست معرفی شدند.

### شکستن قفل‌های نرم‌افزاری
چت‌جی‌پی‌تی تلاش می‌کند تا با دستورالعمل‌هایی که ممکن است با خط‌مشی محتوای آن تضاد داشته باشد مقابله کند. با وجود این، برخی کاربران موفق به شکستن این قفل‌ها در چت‌جی‌پی‌تی با استفاده از تکنیک‌های مهندسی پرسش مختلف در اوایل دسامبر ۲۰۲۲ شدند و توانستند آن را فریب دهند تا دستورالعمل‌هایی برای ساختن کوکتل مولوتوف یا یک بمب اتمی بدهد، یا استدلال‌هایی را به سبک نئونازی‌ها تولید کند.
کمی پس از راه‌اندازی چت‌جی‌پی‌تی، یک خبرنگار برای روزنامه تورنتو استار در تلاش‌هایش برای وادار کردن آن به بیان عبارات تحریک‌آمیز نوشت: چت‌جی‌پی‌تی با موفقیت فریب خورد تا تجاوز روسیه به اوکراین در سال ۲۰۲۲ را توجیه کند، اما حتی زمانی که از آن خواسته شد تا در سناریویی خیالی همراه باشد، چت‌جی‌پی‌تی در تولید دلایلی برای چرایی خیانت نخست‌وزیر کانادایی، جاستین ترودو، تمایلی نشان نداد.
OpenAI تلاش می‌کند تا با شکستن قفل‌ها مقابله کند.

## استقبال، انتقاد و مسائل

### واکنش‌های مثبت
چت‌جی‌پی‌تی در دسامبر ۲۰۲۲ با بررسی‌های کلی مثبت مواجه شد. نیویورک تایمز آن را «بهترین چت ربات هوش مصنوعی که تا به حال برای عموم منتشر شده» نامیده‌است. سامانتا لاک از گاردین خاطرنشان کرد که می‌تواند متنی «با جزئیات کامل» و «مانند انسان» تولید کند. الکس کانترویتز از اسلیت، پاسخ چت‌جی‌پی‌تی به سوالات مربوط به آلمان نازی را ستود، از جمله این ادعا که آدولف هیتلر بزرگراه‌هایی در آلمان ساخته‌است، که با اطلاعاتی در مورد استفاده آلمان نازی از کار اجباری مواجه شد.

### واکنش‌های منفی
در یک مقاله نظری در دسامبر ۲۰۲۲، اقتصاد دان پل کروگمن نوشت که چت‌جی‌پی‌تی بر تقاضای کارگران دانش تأثیر می‌گذارد. در ایالات متحده، مدارس دولتی در نیویورک و سیاتل تصمیم گرفته‌اند که دسترسی به چت‌جی‌پی‌تی را از طریق شبکه وای-فای خود مسدود کنند. مؤسسه مطالعات سیاسی پاریس به تازگی استفاده از آن را برای دانشجویان خود ممنوع کرده‌است.
همچنین گفته شده‌است به احتمال زیاد این بزرگ‌ترین و قدرتمندترین موسسات و نهادها خواهند بود که از هرگونه تکنیک لابی گری مبتنی بر هوش مصنوعی با بیش‌ترین میزان و احتمال موفقیت به نفع خود استفاده خواهند کرد.

### استفاده قضایی
یک قاضی کلمبیایی برای اولین بار از ربات هوش مصنوعی  چت‌جی‌پی‌تی برای کمک به صدور حکم در یک پرونده استفاده کرد. این قاضی به نام خوان مانوئل پادیلا در موردی که شامل معاف کردن یک کودک مبتلا به اوتیسم از پرداخت هزینه برای ویزیت‌های پزشکی، درمان و حمل و نقل با توجه به درآمد محدود والدینش بود، از این ربات مشاوره گرفت.

## سرویس
چت‌جی‌پی‌تی در ۳۰ نوامبر ۲۰۲۲ توسط اوپن ای‌آی در سانفرانسیسکو، خالق DALL·E 2 و Whisper راه اندازی شد. این سرویس در حال حاضر به صورت رایگان در دسترس عموم قرار دارد اما برنامه‌هایی برای کسب درآمد از این سرویس را هم در نظر گرفته‌اند البته با اینکه دسترسی به آن رایگان است در ایران این سرویس قابل دسترسی نیست و نیاز به نرم‌افزارهای عبور از تحریم و شماره تلفن مجازی کشورهای دیگر دارد. ۴ دسامبر، اوپن ای‌آی تخمین زد که چت‌جی‌پی‌تی در حال حاضر بیش از یک میلیون کاربر داشته‌است. در ۱۵ دسامبر ۲۰۲۲ نوشت «گاهی این سرویس از دسترس خارج می‌شود».

## نحوه کار
چت‌بات چت‌جی‌پی‌تی درواقع مبتنی بر نسخهٔ به‌روز شده GPT-3، نوعی مدل زبانی بزرگ (LLM) است که بر شبکهٔ عظیمی از نورون‌های مصنوعی متکی است که به‌نوعی، رفتار نورون‌های مغز انسان را تقلید می‌کنند.
مدل زبانی GPT برپایه معماری شبکه عصبی ترانسفورمر گوگل ایجاد شده و گوگل از این شبکه عصبی در ساخت مدل زبانی پیشرفتهٔ LaMDA استفاده کرده‌است؛ همان مدلی که چند ماه پیش، یکی از کارمندان گوگل مدعی شد «خودآگاه» است. 
به تعریف خود گوگل، «ترانسفورمر مدلی تولید می‌کند که می‌تواند برای خواندن کلمات بسیاری (مثلا یک جمله یا پاراگراف) آموزش داده شود و به نحوهٔ ارتباط آن کلمات با یکدیگر توجه و سپس پیش‌بینی کند که به‌نظرش، کلمات بعدی چه خواهند بود.»
به‌عبارت‌دیگر، ترانسفورمر به‌جای مدل‌سازی کند. از آن جا که این شبکه، تجزیه و تحلیل را به‌طور کلی و یکجا انجام می‌دهد، به مراحل کمتری نیاز دارد و در حوزهٔ یادگیری ماشین هرچه تعداد مراحل پردازش داده کمتر باشد، نتیجهٔ بهتری حاصل می‌شود.
به‌طورکلی، به هوش مصنوعی مدل‌های زبانی بزرگ، صدها میلیارد کلمه در قالب کتاب، مکالمات، صفحات وب و حتی پست‌های توییتر و دیگر شبکه‌های اجتماعی «خورانده» می‌شود و هوش مصنوعی به کمک این منابع عظیم از داده، مدلی بر اساس احتمال آماری می‌سازد؛ یعنی کلمات و جملاتی که به احتمال زیاد پس از متن قبلی می‌آیند. مدل‌های زبانی از این جهت کمی شبیه قابلیت پیش‌بینی کلمات در گوشی‌های هوشمند هستند، با این تفاوت که در مقیاس بسیار بزرگ‌تری عمل می‌کنند و به جای پیش‌بینی تنها یک کلمه، می‌توانند پاسخ‌های کامل متشکل از چندین پاراگراف تولید کنند.
روش آموزش دادن مدل زبانی به‌کار رفته در چت‌جی‌پی‌تی به این صورت بود که ابتدا تعداد زیادی سؤال و جواب که توسط افراد متخصص این حوزه، دست‌چین شده بودند، به آن داده شد. سپس، این سؤال و جواب‌ها در مجموعه دادهٔ مدل گنجانده شد. در مرحلهٔ بعد، از سیستم خواسته شد تا برای مجموعهٔ بسیار بزرگی از سؤالات متنوع، چندین پاسخ مختلف ارائه دهد تا کارشناسان انسانی هر یک از آن‌ها را از بهترین تا بدترین پاسخ، رتبه‌بندی کنند.